# Lucky 7 (série télévisée)
Pour les articles homonymes, voir Lucky 7.
Lucky 7 est une série télévisée américaine en huit épisodes de 42 minutes créée par David Zabel et Jason Richman, basée sur la série britannique The Syndicate (en), et dont seulement deux épisodes ont été diffusés le 24 septembre et le 1er octobre 2013 sur le réseau ABC et en simultané au Canada sur Citytv.
Cette série est inédite dans tous les pays francophones.

## Distribution

### Acteurs principaux
- Summer Bishil : Samira Lashari
- Lorraine Bruce (en) : Denise Dibinsky
- Christine Evangelista : Mary Lavecchia
- Stephen Louis Grush : Nicky Korzak
- Matt Long : Matt Korzak
- Anastasia Phillips (en) : Leanne Maxwell
- Luis Antonio Ramos (en) : Antonio Clemente
- Isiah Whitlock, Jr. (en) : Bob Harris
- Alexandra Castillo (en) : Bianca Clemente, femme d'Antonio

### Acteurs récurrents et invités
- T.J. McGibbon : Emma (8 épisodes)
- Kim Roberts : Gloria (7 épisodes)
- Joe Pingue : Gronk (7 épisodes)
- Gabe Grey : Naveed Mirali (6 épisodes)
- Jack Fulton : Henry (5 épisodes)
- Chris McGarry (en) : Ted Dibinsky (4 épisodes)
- Justice James : Marcus (4 épisodes)
- Rizwan Manji (en) : Ahsan Lashiri (épisodes 1 à 3)
- Maxwell McCabe-Lokos (en) : Eddie (épisodes 1 et 2)
- Stephen Rider (en) : Eric Millworth (épisodes 6 à 8)
- Philip Casnoff : Charlie (épisodes 6 et 7)

## Fiche technique
- Producteurs exécutifs : David Zabel, Jason Richman, Justin Falvey, Darryl Frank, Paul McGuigan
- Société de production : ABC Studios, Amblin Television et Rollem Productions

## Développement

### Production
Le 31 janvier 2013, ABC a commandé le pilote, puis a commandé la série le 10 mai 2013 et lui a attribué quatre jours plus tard lors des Upfronts la case horaire du mardi à 22 h à l'automne.
Le 4 octobre 2013, à la suite des mauvaises audiences, ABC annule la série après seulement deux épisodes. Les six autres épisodes produits ont été mis en ligne sur iTunes le 25 septembre 2014.

### Casting
Dès février 2013, les rôles ont été attribués dans cet ordre : Isiah Whitlock Jr., Stephen Louis Grush, Summer Bishil, Anastasia Phillips, Lorraine Bruce et Christine Evangelista, Luis Antonio Ramos et Matt Long. En juillet 2013, Alexandra Castillo a été promue à la distribution principale.
En septembre 2013, Stephen Rider a obtenu un rôle récurrent.

## Épisodes
| № | Titre             | Réalisation          | Scénario                                    | Première diffusion           | Audience (millions) |
| - | ----------------- | -------------------- | ------------------------------------------- | ---------------------------- | ------------------- |
| 1 | Pilot             | Paul McGuigan        | David Zabel (en) et Jason Richman           | 24 septembre 2013            | 4,43                |
| 2 | Inside Job        | Stephen Cragg (tr)   | David Zabel et Jason Richman                | 1er octobre 2013             | 2,62                |
| 3 | Cable Guy         | Stephen Cragg        | David Zabel et Barbie Kligman               | 25 septembre 2014 (internet) |                     |
| 4 | Pay Day           | Dan Lerner           | Michael J. Cinquemani (en) et Jason Richman |                              |                     |
| 5 | All In            | Stephen Herek        | Shannon Goss                                |                              |                     |
| 6 | Gold Star, Inc.   | Colin Bucksey (en)   | David A. Weinstein                          |                              |                     |
| 7 | Movin' On Up…     | Matthew Penn (en)    | Alex Metcalf                                |                              |                     |
| 8 | Five More Minutes | J. Miller Tobin (en) | David A. Weinstein                          |                              |                     |

## Accueil
Le pilote n'a attiré que 4,43 millions de téléspectateurs aux États-Unis, finissant dernier contre Chicago Fire sur NBC et Person of Interest sur CBS, alors qu'au Canada, il n'a attiré que 358 000 téléspectateurs.
Le deuxième épisode a attiré que 2,62 millions de téléspectateurs aux États-Unis, menant à son annulation trois jours plus tard.